# Чжан Цзебинь
Чжан Цзеби́нь (кит. трад. 張介賓, упр. 张介宾, пиньинь Zhāng Jièbīn, 1563 — 1640) — китайский врач времён империи Мин, представитель «школы восстановления тепла».

## Биография
Родился в уезде Мяньчжу (на территории современной провинции Сычуань) в 1563 году, впоследствии вместе с семьей перебрался в уезд Куайцзи (на территории современной провинции Чжэцзян). Учился медицине у Цзинь Ина в Пекине. Попытался сделать военную карьеру, но неудачно. Тогда Чжан решил полностью сосредоточиться на лечении. Умер в 1640 году.

## Медицина
Чжан Цзебинь считал, что в человеческом теле много пустоты, а наполненности мало, поэтому ян не имеет излишков и настоящего инь мало. Почки имеют как силу инь, так и ян. Поддерживать надо и то и другое, для чего Чжан Цзебинь составил множество рецептов с «заполнением почек» (補腎), которые считались ответственными за половую сферу.
Является автором трудов «Лейцзин» («Классифицированный канон» в 32 цзюанях), «Лецзин ту й» («Атлас классифицированного канона»), «Цзиньюе цяньшу» («Сборник произведений Циньюе»). Последний является обобщением всех знаний Чжана из медицины. Её ценили как во времена Мин, и в течение большей части Цин.